# Ośrodek Zapasowy Artylerii Ciężkiej nr 2
Ośrodek Zapasowy Artylerii Ciężkiej nr 2 – oddział artylerii Wojska Polskiego II RP z okresu kampanii wrześniowej.
Ośrodek Zapasowy Artylerii Ciężkiej nr 2 nie występował w pokojowej organizacji Wojska Polskiego. Był jednostką formowaną zgodnie z planem mobilizacyjnym „W” w Łodzi i Tomaszowie Mazowieckim, w II rzucie mobilizacji powszechnej. Jednostką mobilizującą był 4 pułk artylerii ciężkiej.

## Historia i formowanie
W ramach mobilizacji powszechnej w jej II rzucie z kadry i nadwyżek rezerwistów 4 pułku artylerii ciężkiej zebranych w Łodzi i Tomaszowie Mazowieckim oraz z 26 dywizjonu artylerii ciężkiej w czasie X+5 planowano sformować, Ośrodek Zapasowy Artylerii Ciężkiej nr 2. Ośrodek ten miał za zadanie przeszkolenie uzupełnień i formowanie baterii marszowych dla: 4  pułku artylerii ciężkiej i 26 dywizjonu artylerii ciężkiej oraz jednostek zmobilizowanych przez 4 pac, to jest: 7, 10 i 29 dywizjonów artylerii ciężkiej. 
Etat OZAC nr 2 w/g planu mobilizacyjnego przewidywał:
- dowództwo ośrodka,
- bateria gospodarcza,
- bateria łączności,
- 1 bateria armat 105 mm typ A
- 1 bateria haubic 155 mm typ A
- 2 bateria armat 105 mm typ B
- 2 bateria haubic 155 mm typ B[1].

23 marca 1939 została zarządzona mobilizacja alarmowa dla jednostek Okręgu Korpusu nr IX i wybranych jednostek Okręgu Korpusu nr IV. Wśród wybranych jednostek OK nr IV zostały zmobilizowane też jednostki artylerii ciężkiej. Mobilizacja ta objęła II dywizjon 4 pułku artylerii ciężkiej z siedzibą w Tomaszowie Mazowieckim oraz 26 dywizjon artylerii ciężkiej stacjonujący w Skierniewicach. II/4 pac po zmobilizowaniu pozostał na terenie macierzystego OK nr IV, podporządkowany dowódcy 30 Dywizji Piechoty organizowanej na miejscu Armii „Łódź”, jako wsparcie osłony granicy. Natomiast 26 dac do lipca stacjonował na terenie OK nr IV, a w lipcu 1939 odjechał wraz większością macierzystej 26 Dywizji Piechoty do Armii „Pomorze”. Po mobilizacji tych dywizjonów pozostały nadwyżki powołanych rezerwistów, żołnierzy służby czynnej oraz sprzętu. Na bazie tych nadwyżek zorganizowano 26 marca dwa oddziały nadwyżek: II/4 pac i mniejszy 26 dac. Dowódcą Oddziału Zbierania Nadwyżek II dywizjonu 4 pac w Tomaszowie Mazowieckim został  kpt. Hipolit Burchard, a zastępcą por. rez. Stefan Terlecki. Prowadzono szkolenie żołnierzy rezerwy i w oparciu o OZN II/4 pac dokonywano podmiany części żołnierzy rezerwy w macierzystym dywizjonie, szkolono harcerzy i członków Przysposobienia Wojskowego. Po ogłoszeniu mobilizacji powszechnej wcielono dalszych rezerwistów. Na terenie Tomaszowa Maz. OZN II/4 pac stacjonował do nocy 5/6 września 1939. W Łodzi w ramach mobilizacji alarmowej rozpoczętej w dniu 24 sierpnia 1939, rozpoczęto mobilizację kolejnych dywizjonów artylerii ciężkiej typu II: 7, 10 i 29 dac wraz z plutonami taborowymi. Od 31 sierpnia rozpoczęto mobilizację powszechną w ramach pierwszego jej rzutu zmobilizowano dowództwo 4 pac, I dywizjon 4 pac i dwa szpitale weterynaryjne. Nadwyżki z mobilizacji, a także nowo powołani rezerwiści do 4 pac w Łodzi i Tomaszowie mieli być podstawą do sformowania Ośrodka Zapasowego Artylerii Ciężkiej nr 2. W jego skład miały wejść również niewielkie nadwyżki 26 dac. 
OZAC nr 2 według początkowych zamierzeń miał zostać zorganizowany z obu OZN 4 pac i OZN II/4 pac. Miał zostać zmobilizowany w czasie X+5, jednak ze względu na sytuacje wojenną rozkazem Ministra Spraw Wojskowych mobilizację przyspieszono, o dwa dni. Po tych zmianach termin gotowości miał przypadać na 9 września. Bliskość granicy do Łodzi około 100 kilometrów nie pozwoliły zebrać całości Ośrodka Zapasowego Artylerii Ciężkiej nr 2 w jeden twór organizacyjny i odeszły w kierunku wschodnim wraz z plutonem marszowym 4 pac oddzielnie. Zgodnie z organizacją i etatem wojennym miał składać się z baterii armat i baterii haubic typu „A” z działami i zaprzęgami jedna bateria na trzy walczące dywizjony i z baterii typu „B” z działami bez zaprzęgów. W baterii łączności przewidywano szkolenie specjalistów z zakresu łączności. W bateriach artylerii OZ przewidywano szkolenie oprócz obsług dział i jezdnych również specjalistów - zwiadowców, obsług karabinów maszynowych, specjalistów przeciwgazowych. Maksymalnie w bateriach typu „A” przewidywano maksymalnie do 300 żołnierzy, w bateriach typu „B” w zależności od nadwyżek rezerwistów. W części „łódzkiej” ośrodka sformowano według cząstkowych informacji trzy baterie artylerii, do 5 września włączając zapewne w ich skład pluton marszowy 4 pac. Dowództwo OZAC nr 2 objął nieznany z nazwiska major, jego zastępcą został kpt. Jabłoński oficerem gospodarczym był kpt. Bronisław Jóźwiak. Jedną z trzech baterii dowodził por. Królikowski, a w niej oficerem ogniowym był ppor. rez. Klemens Ziółkowski. W skład OZAC nr 2 weszli oficerowie: lekarz weterynarii OZ mjr lek. wet. Jan Bańkowski, por. lek. wet. rez. Tadeusz Gąska, kpt. Henryk Trenkler, por. Wiktor Bazylczuk, por. rez. Jakub Finkelstein. Od wybuchu wojny do 5 września sprawną mobilizację utrudniały niemieckie naloty lotnicze na Łódź i słabej jakości zmobilizowane konie i uprząż do nich.

## Działania we wrześniu 1939
Zgodnie z rozkazem dowództwa OK nr IV Ośrodek Zapasowy Artylerii Ciężkiej nr 2 miał prowadzić dalsze czynności organizacyjne i szkoleniowe w Kowlu. Obie części ośrodka ewakuowały się z Łodzi i Tomaszowa oddzielnie i również one zostały podzielone na rzuty: kolejowy, kołowe i piesze. 

### Działania części OZAC nr 2 - OZN 4 pac z Łodzi
Wieczorem 5 września zarządzona została ewakuacja stacjonującej w Łodzi części OZAC nr 2. Wyjechały zarekwirowanymi samochodami głównie ciężarowymi akta mobilizacyjne, tajne, personalne i finansowe, kasa OZ oraz sztandar 4 pac pod dowództwem oficera gospodarczego OZ kpt. Bronisława Jóźwiaka. W nocy 5/6 września wyjechała kolumna transportowa z OZAC nr 2 ze sprzętem i materiałami kwatermistrzowskimi pod dowództwem kpt. Bolesława Ostrowskiego do Kowla. W nocy 5/6 września odjechał transportem kolejowym w kierunku Brześcia, a następnie do Kowla transport pozostałego sprzętu OZAC nr 2 oraz część żołnierzy. Ze względu na niewielką ilość wagonów, większość pozostałych żołnierzy wraz z końmi i sześcioma działami ciężkimi wyruszyła marszem pieszym do Warszawy, a następnie do Kowla, przez Garwolin. Rzut kołowy jechał poprzez Jeżów, Mszczonów, Grójec, Warszawę, Żelechów, Ryki, Lublin, Chełm, Włodzimierz Wołyński przybył do Kowla 8 i 9 września. Tam rzut kołowy doczekał się dołączenia elementów OZAC nr 2 ewakuowanych z Łodzi, nie jest wiadomo czy to żołnierze rzutu kolejowego czy pieszego. Przybyłe do Kowla części ośrodka otrzymały informacje, że dalsza organizacja OZAC nr 2 odbędzie się w Podbrodziu koło Wilna. Po agresji wojsk sowieckich jadąca w kierunku Wilna grupa oficerów i podoficerów powróciła do Kowla, skąd udała się do Małoryty. W Małorycie grupa oficerów i szeregowych Ośrodka weszła w skład Grupy „Brzoza”, a następnie 50 Dywizji Piechoty „Brzoza”. Dywizja „Brzoza” weszła w skład Samodzielnej Grupy Operacyjnej „Polesie”. Wraz z nią podjęła marsz w kierunku zachodnim i wzięła udział w bitwie pod Kockiem.    
W organizowanej w rejonie Szacka improwizowanej Grupie „Szack” pod dowództwem ppłk Jana Sokołowskiego w dniach 13-15 września sformowana została dla jej wsparcia bateria artylerii ciężkiej w składzie 2 armat kal. 105 mm wz.1913 i 2 haubic 155 mm wz.1917. Baterię sformowano ze składu Ośrodka Zapasowego Artylerii Ciężkiej nr 2. Bateria ta dzieliła losy Grupy „Szack”, aż do jej rozwiązania i częściowej demobilizacji 18 września w rejonie Oleska. Jest wielce prawdopodobne, że bateria ta lub jej część dołączyła do Grupy „Kowel” płk. dypl. Leona Koca, lub odeszła na Lubelszczyznę za Bug. W dniach 14-17 września w Kowlu i okolicach sformowano Grupę „Kowel” płk. dypl. Leona Koca w jej składzie sformowano baterię armat 105 mm. Po zarządzonej częściowej demobilizacji grupy na rozkaz gen. bryg. Mieczysława Ryś-Trojanowskiego bateria artylerii ciężkiej z armatami 105 mm wymieniana jest nadal w składzie grupy. Ilość armat kalibru 105 mm wz.1913 w baterii artylerii ciężkiej miała wynosić 3-4 sztuki. Należy domniemać, że maszerująca z Łodzi zasadnicza część OZAC nr 2 w grupie pieszej doprowadziła do rejonu Szacka i Kowla wszystkie swoje działa w ilości 6 sztuk.       

### Działania części OZAC nr 2 - OZN II/4 pac z Tomaszowa Mazowieckiego
Istniejący od 26 marca OZN II dywizjonu 4 pac w Tomaszowie Mazowieckim stanowił zaplecze kadrowe i materiałowe dla zmobilizowanego wówczas macierzystego dywizjonu. Dowódcą OZN II/4 pac był kpt. Hipolit Burchard, jego zastępcą został por. rez. Stefan Terlecki. Prowadzono w garnizonie szkolenia rezerwistów, a także harcerzy i członków Przysposobienia Wojskowego z zakresu łączności i służby patrolowej i asystencyjnej. Po ogłoszeniu mobilizacji alarmowej 24 sierpnia 1939 na bazie członków Przysposobienia Wojskowego, głownie uczniów gimnazjów sformowano 27 sierpnia kompanię PW pod dowództwem por. rez. Stefana Terleckiego. Kompania ta pełnił zadania patrolowe i wartownicze w garnizonie. Po ogłoszeniu mobilizacji powszechnej od 31 sierpnia do oddziału przybyli rezerwiści mający przydział do Ośrodka Zapasowego Artylerii Ciężkiej nr 2.
Wraz z mobilizacją kadrową przeprowadzono w Tomaszowie mobilizację pojazdów uzyskując 2-3 samochody osobowe i 6-8 samochodów ciężarowych. 5 września do Tomaszowa sprowadzono z pola bitwy pod Piotrkowem Trybunalskim zdobyty niemiecki samochód pancerny z armatą 20 mm i karabinem maszynowym, pojazd ten miał przebity pancerz czołowy, ale był sprawny technicznie. OZN II/4 pac był całkowicie uzbrojony i wyposażony. Na rozkaz dowództwa OK nr IV nocą 5/6 września, po załadowaniu wyposażenia i majątku oddziału na pojazdy wraz z samochodem pancernym odjechał przez Rawę Mazowiecką w kierunku Warszawy. Za rzutem kołowym, tej samej nocy marszem pieszym udały się tą samą trasą rzut pieszy oddziału z kompanią PW. W rejonie Rawy Mazowieckiej oba rzuty zostały zbombardowane przez niemieckie lotnictwo. Poniesiono straty w rannych w rzucie pieszym, a samochód pancerny został siłą wybuch bomby lotniczej uszkodzony i wrzucony do rowu. Po wymontowaniu uzbrojenia samochód pancerny został porzucony. W Warszawie oddział pozostawił część kompanii PW, która nie znalazła miejsca w samochodach i tam otrzymał rozkaz dalszego marszu do Kowla. Oddział nadwyżek II/4 pac nocnymi marszami na pojazdach, poprzez Osiny i Lublin dotarł do Kowla. Uczestniczył w budowie umocnień na linii rzeki Prypeci, również pełnił funkcje w ramach zapory policyjnej na linii Bugu. Czynności te oddział realizował do 18 września, do czasu otrzymania informacji o agresji sowieckiej. Nie ma pewności, czy nastąpiło połączenie z pozostałymi elementami ośrodka zapasowego z Łodzi. 20 lub 21 września oddział kpt. Burcharda dotarł do Kowla, z którego odeszła już Grupa „Kowel”. W oddziale pozostali tylko ochotnicy, pozostali zostali zdemobilizowani. Z grupą ochotników kpt. Burchard skierował się w kierunku Włodawy, a następnie Brześcia, gdzie na przedmieściach został okrążony i rozbrojony przez oddziały sowieckie. Oficerowie przebrali się w mundury szeregowych, z wyjątkiem por. rez. Górskiego, zatrzymanego przez wojsko sowieckie. Większość broni uszkodzono i potopiono. Po przekupieniu eskorty odprowadzającej grupę do obozu jenieckiego w Brześciu, głównie papierosami i tytoniem. Kilkudziesięciu żołnierzy grupy kpt. Burcharda po przęsłach mostu na Bugu, zbiegło na nie zajęty zachodni brzeg i się rozproszyło. 